# Molossus alvarezi
Molossus alvarezi (Молос Альвареса) — вид кажанів родини молосових. Вид описаний на основі 46 зразків, які відрізняються від всіх інших видів Molossus за розміром, забарвленням хутра і морфологічними характеристиками. Новий вид був знайдений тільки на півострові Юкатан. Новий вид найближчий до Molossus sinaloae, але немає ніякого дублювання в більшості вимірювань черепа і два види розрізняються по розвитку сагітального і лямдоідального гребенів, деяким стоматологічним характеристикам і ці два види мають великий географічний розрив.

## Опис
Довжина передпліччя від 42,7 до 47,4 мм. Череп середнього розміру як для роду, його зовнішній вигляд є кремезний, але вузький. Сагітальний гребінь низький і не розвинений. Лямбдоідальні гребені відносно слабкі, їх бічні краї не виходять горизонтально за межі боків черепної коробки. Спинне волосся з базальної частини біле, як правило, протяжністю більше половини довжини волосся і сильно контрастує з темно-шоколадною частиною закінчення волосся. Черевне хутро трохи блідіше і сіруватіше. Спинна шерсть шовковиста, довжиною 3-3.5 мм, черевна шерсть коротша, 2-3 мм.

## Етимологія
Назва лат. alvarezi «є відзнакою нашого покійного професора, колеги і друга Хосе Тікуля Альвареса Солорсано (ісп. José Ticul Álvarez Solórzano) за його значний внесок у розвиток мексиканської мамології».